# Xylotrechus phidias
Xylotrechus phidias är en skalbaggsart som först beskrevs av Newman 1842.  Xylotrechus phidias ingår i släktet Xylotrechus och familjen långhorningar.
Artens utbredningsområde är Filippinerna. Inga underarter finns listade i Catalogue of Life.